# Subaru Forester
Subaru Forester este un vehicul utilitar sportiv fabricat din 1997 de către Subaru. Disponibil în Japonia din 1997, Forester împărtășește platforma sa cu Impreza . Acesta a fost premiat cu SUV-ul anului 2009 și 2014 al lui Motor Trend și cel mai bun automobil pentru a cumpăra 2014.

## Legături externe
- Official Subaru Forester Page